# South Bradenton
South Bradenton – jednostka osadnicza w Stanach Zjednoczonych, w stanie Floryda, w hrabstwie Manatee.